# Chris Gruetzemacher
Chris Gruetzemacher (Page, 16 de junho de 1986) é um lutador americano de artes marciais mistas, atualmente competindo no peso leve do Ultimate Fighting Championship.

## Início
A mãe de Chris, Júlia, é Chilena. Ela e sua família receberam asilo político após fugir do Chile durante o regime de Salvador Allende.

## Carreira no MMA

### Ultimate Fighting Championship
Gruetzemacher fez sua estreia no UFC em 11 de dezembro de 2015 no The Ultimate Fighter 22 Finale contra Abner Lloveras. Ele venceu por decisão unânime.
Ele em seguida enfrentou Chas Skelly no UFC Fight Night: Bermudez vs. Korean Zombie em 4 de fevereiro de 2017. Ele perdeu por finalização no segundo round.
Gruetzemacher enfrentou Davi Ramos em 9 de dezembro de 2017 no UFC Fight Night: Swanson vs. Ortega. Ele perdeu por finalização no terceiro round.
Gruetzemacher enfrentou Joe Lauzon em 7 de abril de 2018 no UFC 223: Khabib vs. Iaquinta. Ele venceu por nocaute técnico após o córner de Lauzon anunciar a desistência.

## Cartel no MMA
| Cartel no MMA   |             |            |
| 20 lutas        | 15 vitórias | 5 derrotas |
| Por nocaute     | 7           | 1          |
| Por finalização | 3           | 4          |
| Por decisão     | 5           | 0          |

| Res.    | Cartel | Oponente            | Método                                  | Evento                                                    | Data       | Round | Tempo | Local                 | Notas                 |
| ------- | ------ | ------------------- | --------------------------------------- | --------------------------------------------------------- | ---------- | ----- | ----- | --------------------- | --------------------- |
| Derrota | 15-5   | Claudio Puelles     | Finalização (chave de joelho)           | UFC on ESPN: Font vs. Aldo                                | 04/12/2021 | 3     | 3:25  | Las Vegas, Nevada     |                       |
| Vitória | 15–4   | Rafa García         | Decisão (unânime)                       | UFC on ESPN: Hall vs. Strickland                          | 31/07/2021 | 3     | 5:00  | Las Vegas, Nevada     |                       |
| Derrota | 14-4   | Alexander Hernandez | Nocaute (socos)                         | UFC Fight Night: Hall vs. Silva                           | 31/10/2020 | 1     | 1:46  | Las Vegas, Nevada     |                       |
| Vitória | 14-3   | Joe Lauzon          | Nocaute Técnico (interrupção do córner) | UFC 223: Khabib vs. Iaquinta                              | 07/04/2018 | 2     | 5:00  | Brooklyn, New York    | Performance da Noite. |
| Derrota | 13-3   | Davi Ramos          | Finalização (mata leão)                 | UFC Fight Night: Swanson vs. Ortega                       | 09/12/2017 | 3     | 0:50  | Fresno, California    | Volta aos Leves.      |
| Derrota | 13-2   | Chas Skelly         | Finalização (mata leão)                 | UFC Fight Night: Bermudez vs. Korean Zombie               | 04/02/2017 | 2     | 2:01  | Houston, Texas        |                       |
| Vitória | 13-1   | Abner Lloveras      | Decisão (unânime)                       | The Ultimate Fighter: Team McGregor vs. Team Faber Finale | 11/12/2015 | 3     | 5:00  | Las Vegas, Nevada     | Estreia no UFC.       |
| Vitória | 12-1   | John Gunderson      | Decisão (unânime)                       | WSOF 9                                                    | 29/03/2014 | 3     | 5:00  | Las Vegas, Nevada     |                       |
| Vitória | 11-1   | Roli Delgado        | Nocaute Técnico (cotoveladas)           | ShoFight 20                                               | 16/06/2012 | 3     | 3:24  | Springfield, Missouri |                       |
| Vitória | 10-1   | Frank Gomez         | Nocaute (socos)                         | WMMA 1                                                    | 31/03/2012 | 1     | 3:25  | El Paso, Texas        |                       |
| Vitória | 9-1    | Randy Campbell      | Nocaute (soco)                          | Duel for Domination: MMA Extravaganza                     | 26/11/2011 | 1     | 1:07  | Phoenix, Arizona      |                       |
| Vitória | 8-1    | Jeff Fletcher       | Nocaute Técnico (socos)                 | Rage in the Cage 153                                      | 16/07/2011 | 2     | 2:41  | Chandler, Arizona     |                       |
| Vitória | 7-1    | Gabe Rivas          | Finalização (chave de braço)            | Rage in the Cage 152                                      | 21/05/2011 | 1     | 2:25  | Chandler, Arizona     |                       |
| Vitória | 6-1    | Ryan Diaz           | Nocaute Técnico (interrupção médica)    | Strikeforce Challengers: Riggs vs. Taylor                 | 13/08/2010 | 1     | N/A   | Phoenix, Arizona      |                       |
| Vitória | 5-1    | Nadeem Al-Hassan    | Nocaute Técnico (socos)                 | Rage in the Cage 140                                      | 20/03/2010 | 1     | 2:51  | Tucson, Arizona       |                       |
| Vitória | 4-1    | Eric Regan          | Decisão (unânime)                       | Rage in the Cage 139                                      | 13/02/2010 | 3     | 3:00  | Tucson, Arizona       |                       |
| Vitória | 3-1    | Oscar Rodriguez     | Finalização (chave de braço)            | World Fighting Federation 1                               | 03/10/2009 | 1     | 1:45  | Tucson, Arizona       |                       |
| Vitória | 2-1    | Josh Gaskins        | Decisão (dividida)                      | AG: Extreme Beat Down                                     | 11/04/2009 | 3     | 5:00  | Phoenix, Arizona      |                       |
| Derrota | 1-1    | Joe Cronin          | Finalização (guilhotina)                | Rage in the Cage 122                                      | 28/02/2009 | 1     | 0:25  | Phoenix, Arizona      |                       |
| Vitória | 1-0    | Shawn Scott         | Finalização (chave de braço)            | Evolution MMA                                             | 04/10/2008 | 3     | 1:42  | Phoenix, Arizona      |                       |